# Alvaro Seabra Rodrigues
Alvaro José Seabra Rodrigues (Vila do Conde, 21 de mayo de 1981) es un exjugador de balonmano portugués. Juega en la posición de pivote y su último equipo fue el BM Nava.

## Tratectoria
Nacido en Vila do Conde, empezó en las categorías inferiores del CCD Macieira, donde estuvo hasta 1996, ese año se fue al ABC Braga donde se hizo profesional y donde estuvo hasta 2003. En 2003 estuvo un año en el histórico JD Arrate. En 2004, volvió a Portugal, esta vez al FC Oporto hasta que en 2010 volvió al ABC Braga. 
En 2012 se marchó al SL Benfica donde estuvo dos temporadas. Después de pasar por CS Energia Pandurii, ARS Palma del Río y Csurgói KK fichó en 2017 por el Club Balonmano Nava, club en el que sigue actualmente y que ha conseguido un ascenso a la Liga ASOBAL siendo un jugador clave.
En 2021, después de asegurar la permanencia con el BM Nava decidió retirarse del balonmano profesional.
Con la selección de Portugal ha tenido 83 internacionalidades donde ha marcado 139 goles y ha ido convocado a varios campeonatos a nivel europeo y mundial.

## Clubes
- ABC Braga (1998-2003)
- JD Arrate (2003-2004)
- FC Porto (2004-2010)
- ABC Braga (2010-2012)
- SL Benfica (2012-2014)
- CS Energia Pandurii (2014-2015)
- ARS Palma del Río (2015-2016)
- Csurgói KK (2016-2017)
- BM Nava (2017-2021)
- Póvoa AC (2021-2022)